# Viscount Hardinge
Viscount Hardinge, of Lahore and of Kings Newton in the County of Derby, ist ein erblicher britischer Adelstitel in der Peerage of the United Kingdom. 
Familiensitz der Viscounts ist Broadmere House bei Basingstoke in Hampshire.

## Verleihung
Der Titel wurde am 2. Mai 1846 dem Offizier, Generalgouverneur von Indien und Politiker Sir Henry Hardinge verliehen. Dieser hatte zuvor die siegreichen britischen Truppen in der Schlacht von Sobraon gegen die Sikhs befehligt. Er wurde später Oberbefehlshaber der britischen Armee.

## Nachgeordnete Titel
Der 6. Viscount erbte 1986 von einem entfernten Verwandten den Titel Baronet, of Belle Isle in the County of Fermanagh. Dieser war am 4. August 1801 einem Onkel des 1. Viscounts verliehen worden. Bei der Verleihung war ausdrücklich bestimmt worden, dass der Titel in Ermangelung eigener männlicher Nachkommen auch von Brüdern des 1. Baronets und deren männlichen Abkömmlingen geerbt werden könne. Die Baronetcy wird nunmehr als nachgeordneter Titel der Viscountswürde geführt.

## Liste der Viscounts Hardinge und Hardinge Baronets, of Belle Isle

### Viscounts Hardinge (1846)
- Henry Hardinge, 1. Viscount Hardinge (1785–1856)
- Charles Hardinge, 2. Viscount Hardinge (1822–1894)
- Henry Hardinge, 3. Viscount Hardinge (1857–1924)
- Caryl Hardinge, 4. Viscount Hardinge (1905–1979)
- Henry Hardinge, 5. Viscount Hardinge (1929–1984)
- Charles Hardinge, 6. Viscount Hardinge (1956–2004)
- Andrew Hardinge, 7. Viscount Hardinge (1960–2014)
- Thomas Hardinge, 8. Viscount Hardinge (* 1993)

Voraussichtlicher Titelerbe (Heir Presumptive) ist dessen Bruder Hon. Jamie Alexander David Hardinge (* 1997).

### Hardinge Baronets, of Belle Isle (1801)
- Sir Richard Hardinge, 1. Baronet (1756–1826)
- Sir Charles Hardinge, 2. Baronet (1780–1864)
- Sir Henry Hardinge, 3. Baronet (1830–1873)
- Sir Edmund Hardinge, 4. Baronet (1833–1924)
- Sir Charles Hardinge, 5. Baronet (1878–1968)
- Sir Robert Hardinge, 6. Baronet (1887–1973)
- Sir Robert Hardinge, 7. Baronet (1914–1986)
- Sir Charles Hardinge, 8. Baronet (1956–2004) (führte bereits seit 1984 den Titel 6. Viscount Hardinge)

wegen der weiteren Baronets of Belle Isle, siehe oben bei Viscount Hardinge